# 路·波特
路易斯·威廉·波特（英語：Louis William Pote，1971年8月21日— ）是美國的棒球選手之一，曾效力中華職棒統一7-ELEVEn獅，雖然勝場超過10場卻因自責分率過高而於9月20日被解約。

## 經歷
- 美國職棒舊金山巨人（小聯盟，1991年～1995年）
- 美國職棒蒙特婁博覽會（小聯盟，1995年～1996年）
- 美國職棒聖路易紅雀（小聯盟，1997年）
- 美國職棒安納罕天使（小聯盟～大聯盟，1998年～2002年）
- 日本職棒阪神虎（2003年）
- 美國職棒奧克蘭運動家（小聯盟，2004年）
- 美國職棒克里夫蘭印地安人（大聯盟，2004年）
- 美國職棒圣迭戈教士（小聯盟，2004年）
- 美國職棒德州遊騎兵（小聯盟，2005年～2006年）
- 美國職棒獨立聯盟Edmonton Cracker-Cats（2007年）
- 美國職棒獨立聯盟Camden Riversharks（2007年）
- 中華職棒統一7-ELEVEn獅（2008年4月～09月20日）
- 美國職棒獨立聯盟Edmonton Capitals（2009年）
- 墨西哥聯盟Dorados de Chihuahua（2010年）
- 美國職棒獨立聯盟Edmonton Capitals（2010年～2011年）

## 職棒生涯成績

### 中華職棒成績
| 年度 | 球隊           | 出賽 | 先發 | 勝投 | 敗投 | 中繼 | 救援 | 完投 | 完封 | 三振 | 四死 | 責失 | 投球局數 | 自責分率 | 被上壘率 |
| ---- | -------------- | ---- | ---- | ---- | ---- | ---- | ---- | ---- | ---- | ---- | ---- | ---- | -------- | -------- | -------- |
| 2008 | 統一7-ELEVEn獅 | 22   | 21   | 13   | 5    | 1    | 0    | 0    | 0    | 95   | 49   | 61   | 127.2    | 4.30     | 1.43     |
| 合計 | 1年            | 22   | 21   | 13   | 5    | 1    | 0    | 0    | 0    | 95   | 49   | 61   | 127.2    | 4.30     | 1.43     |

## 外部連結
- 路·波特在台灣棒球維基館上的頁面（繁體中文）
- 路·波特在日本職棒官網（英语）
- 路·波特在中華職棒官網
- 路·波特在Baseball-Reference.com（大聯盟）（英语）
- 路·波特在Baseball-Reference.com（小聯盟以及海外聯盟）（英语）
- 路·波特在ESPN（MLB）（英语）
- 路·波特在FanGraphs.com（英语）
- 路·波特在Retrosheet（英语）
- 路·波特在The Baseball Cube（英语）